# P. R. Sreejesh

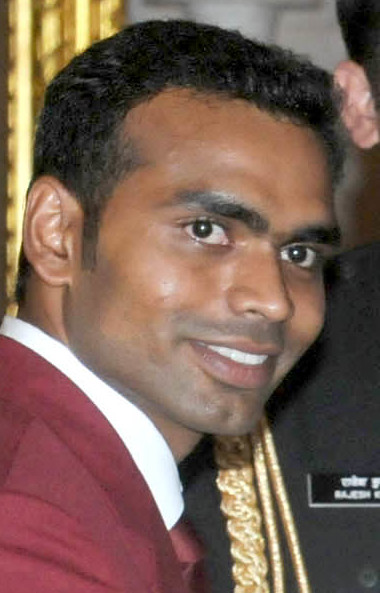
P. R. Sreejesh bei der Verleihung des Arjuna Award 2015

Parattu Raveendran Sreejesh (Malayalam പി.ആർ. ശ്രീജേഷ്; * 8. Mai 1988 in Ernakulam, Kochi, Kerala) ist ein indischer Hockeyspieler. 2014 gewann er mit der indischen Mannschaft bei den Asienspielen. 2021 und 2024 erhielt er eine olympische Bronzemedaille.

## Sportliche Karriere
Der 1,83 m große Torhüter gehört seit 2010 zur indischen Nationalmannschaft und wirkte bis einschließlich der Commonwealth Games 2022 in über 260 Länderspielen mit.
2010 belegte die indische Mannschaft bei der Weltmeisterschaft in Neu-Delhi den achten Platz.  P. R. Sreejesh kam in zwei Spielen zum Einsatz, viermal hütete Adrian D’Souza das indische Tor. Zwei Jahre später kam die indische Mannschaft bei den Olympischen Spielen 2012 in London auf den 12. Platz. Sreejesh wurde in sechs Spielen viermal eingesetzt, Bharat Chhetri war Stammtorhüter mit fünf Einsätzen, davon viermal in der Startformation.
Ab 2014 war P. R. Sreejesh Stammtorhüter der indischen Mannschaft. Bei der Weltmeisterschaft 2014 in Den Haag erreichten die Inder als beste Mannschaft Asiens den neunten Platz. Im Sommer 2014 fanden die Commonwealth Games in Glasgow statt. Die indische Mannschaft bezwang im Halbfinale die Neuseeländer, im Finale unterlagen sie den Australiern mit 0:4. Anderthalb Monate später wurden in Incheon die Asienspiele 2014 ausgetragen. Das Hockeyfinale gegen Pakistan wurde im Shootout entschieden, wobei die pakistanischen Spieler zwei Versuche gegen Sreejesh nicht verwandeln konnten.
2016 erreichten die Inder bei den Olympischen Spielen in Rio de Janeiro das Viertelfinale, schieden aber dann gegen die belgische Mannschaft aus. 2018 verloren die Inder bei den Commonwealth Games in Gold Coast das Spiel um die Bronzemedaille gegen das englische Team mit 1:2. Bei den Asienspielen in Jakarta erreichten die Inder ebenfalls das Spiel um den dritten Platz, diesmal gewannen sie mit 2:1 gegen Pakistan. Ende 2018 war die indische Stadt Bhubaneswar Austragungsort der Weltmeisterschaft. Die Inder gewannen ihre Vorrundengruppe vor den späteren Weltmeistern aus Belgien, schieden aber im Viertelfinale mit 1:2 gegen die Niederländer aus. Bei den Olympischen Spielen in Tokio belegten die Inder in der Vorrunde den zweiten Platz. Nach einem Viertelfinalsieg über die Briten und einer Halbfinalniederlage gegen die Belgier besiegte die indische Mannschaft im Kampf um Bronze die deutsche Mannschaft mit 5:4 und gewann die erste olympische Medaille seit 1980.
2022 erreichten die Inder das Finale bei den Commonwealth Games in Birmingham, verloren aber dann mit 0:7 gegen die Australier. Bei den Olympischen Spielen 2024 gewann Sreejesh erneut die Bronzemedaille.
P. R. Sreejesh erhielt 2015 den Arjuna Award und 2021 den Rajiv Gandhi Khel Ratna. 2021 wurde er bei den Wahlen zum Welthockeyspieler zum besten Torhüter gewählt. Da alle gewählten Spielerinnen und Spieler 2021 aus Indien kamen, änderte die FIH den Abstimmungsmodus. 2022 gewann P. R. Sreejesh erneut.